# Eddy Soetaert
Eddy Soetaert (Ieper, 6 november 1948) is een Belgisch sportjournalist die zijn carrière begon als journalist bij het weekblad De Weekbode.
In 1977 werd hij sportjournalist bij de krant Het Volk. Hij bracht tien keer verslag uit van de Ronde van Frankrijk en diverse keren ook van de Ronde van Italië en de Ronde van Spanje en het wereldkampioenschap wielrennen. In 1987 werd hij rubriekleider voetbal. Hij volgde de interlands van de Rode Duivels, vele Europese wedstrijden van Belgische ploegen en de WK's en EK's tot 2002. Dan werd hij eindredacteur bij Het Nieuwsblad. Hij maakte tien jaar lang elke week een sportcolumn voor Radio 2 West-Vlaanderen en werd clubwatcher voor Het Laatste Nieuws.
In 2021 werd hij perschef voor KV Kortrijk.

## Publicaties
Eddy Soetaert schreef talrijke sportboeken, onder andere:
- Maertens en Van Impe, vijf jaar later, 1981
- Freddy Maertens - Terug uit de Hel, 1981.
- De mannen van de tweede rij, 1982.
- Made in Belgium, 1983.
- Het jaar van de stunts, 1984.
- De jonge veteranen, 1985.
- De machtsoverdracht, 1986.
- De Club van Brugge, 1986.
- Koning Anderlecht, 1987
- De 100 van Guy Thys,
- Coaches en Kampioenen over de wielerploegmanagers Lefevere, Godefroot, Bruyneel en Pevenage
- KV Kortrijk van titel tot titel, de geschiedenis van deze voetbalclub, 2008.
- Tien om terug te zien, over KV Kortrijk, 2019.